# Гансария
Гансария (порт. Gançaria)  —  район (фрегезия) в Португалии,  входит в округ Сантарен. Является составной частью муниципалитета  Сантарен. Входит в экономико-статистический  субрегион Лезирия-ду-Тежу, который входит в Рибатежу. Население составляет 556 человек на 2001 год. Занимает площадь 4,74 км².
Покровителем района считается Дева Мария (порт. Nossa Senhora da Saúde). 

## История
Район основан в 1985 году